# 464 f.Kr.

## Händelser

### Efter plats

#### Grekland
- Sparta drabbas av en svår jordbävning med många dödsoffer som följd.
- När de messeniska heloterna (livegna) i jordbävningens efterdyningar gör uppror mot sina spartanska herrar organiserar kung Archidamos II Spartas försvar. Heloterna fattar posto på Ithomeberget.

#### Persiska riket
- Efter mordet på Xerxes I föregående år tar Egypten tillfället i akt att göra uppror mot perserna. Upproret leds av libyern Inaros, som tar kontroll över deltaområdet och får hjälp av atenarna.
- Artaxerxes I efterträder Xerxes som kung av Persiska riket.